# Abdelkader Saâdi (football)
Pour les articles homonymes, voir Saadi (homonymie) et Abdelkader Saadi.
 (juin 2021).
Si vous disposez d'ouvrages ou d'articles de référence ou si vous connaissez des sites web de qualité traitant du thème abordé ici, merci de compléter l'article en donnant les références utiles à sa vérifiabilité et en les liant à la section « Notes et références ».
Abdelkader Saâdi (en arabe : عبد القادر سعدي) est un footballeur international algérien né le 24 février 1946 à Alger. Il évoluait au poste de milieu de terrain.

## Biographie

### En club
Abdelkader Saâdi évolue en première division algérienne avec le club de l'USM Alger.

### En équipe nationale
Abdelkader Saâdi joue cinq matchs en équipe d'Algérie entre 1964 et 1972. Il joue son premier match le 9 décembre 1964, contre la Chine (victoire 2-0). Son dernier match à lieu le 5 juin 1972, contre la Tunisie (défaite 3-1).
Il participe avec la sélection algérienne aux Jeux africains de 1965 à Brazzaville au Congo.

## Palmarès
USM Alger
- Coupe d'Algérie :
  - Finaliste : 1968-69, 1969-70, 1970-71 et 1971-72.

- Coupe du Maghreb des vainqueurs de coupe :
  - Finaliste : 1969-70.

Champion d'Algérie 1962-1963